# Jan Baptista Mathey
Jan Baptista Mathey (francouzsky Jean-Baptiste Mathey, italsky Giovanni Battista Mathey) (1630 Dijon – 1695 Paříž) byl architekt a malíř, působící v Čechách v poslední třetině 17. století. Architektonicky předznamenává příchod vrcholného baroka, které v Čechách reprezentují jména Jan Blažej Santini-Aichel, Kryštof Dientzenhofer a Giovanni Battista Alliprandi.

## Život
Pocházel z uměleckého rodu, který působil v burgundském městě Dijon. Vyučil se malířem, ale dnes neznáme ani jednu jeho malířskou práci. Nepochybně strávil určitý čas v Římě, který byl tehdy největším uměleckým centrem Evropy. Pohyboval se v okruhu malíře Clauda Lorraina. Dodnes není zcela jasné, jak a kde se naučil projektovat, ale podle jedné poměrně pravděpodobné hypotézy zřejmě pracoval v některém římském architektonickém ateliéru jako kreslič. To by mu dávalo skvělou možnost, poznat přímo u zdroje nejen tehdy nejmodernější architektonické realizace, ale dokonce i nerealizované projekty. Matheyova tvorba totiž nevykazuje žádné výrazné vlivy tehdejší francouzské architektury, ale naprosto jednoznačně je v ní cítit vliv italské, a to konkrétně římské architektury.
Toto školení Mathey po příchodu do Čech, kam přišel kolem roku 1670 (stále ještě jako malíř) spolu s pražským arcibiskupem Janem Bedřichem z Valdštejna, velmi dobře zužitkoval. Jednou z prvních staveb na území Čech, která vykazuje rysy pozdější Matheyho architektonické tvorby, je kaple svaté Anny u vesnice Ostružno. Působil především v Praze, kde zpočátku spolupracoval s Carlem Luragem. V roce 1684 se stal měšťanem v Praze na Malé Straně. Protože nebyl členem stavebního cechu, nesměl provádět vlastní výstavbu. Teprve v roce 1686 získal výnosem císaře Leopolda I. tzv. dvorskou svobodu a mohl tak volně pracovat, ovšem výhradně jako projektový architekt. Jeho architektonické návrhy převážně stavěli G. D. a G. A. Canevallové.
V roce 1695 Mathey podnikl s hrabětem Šternberkem studijní cestu do Mnichova a potom sám pokračoval do Paříže, kde následující rok zemřel.

## Dílo
Většina jeho realizací byla prováděna pro arcibiskupa Valdštejna a s ním spřízněné šlechtice i církevní řády. Stavěl například ale i na Pražském hradě (Jízdárna Pražského hradu). Pro výstavbu rezidencí v Praze a jejím okolí jej pak angažovali Michael Osvald Thun-Hohenstein nebo Václav Vojtěch ze Šternberka. Mimo Prahu realizoval stavby například pro Františka Josefa Šlika. Přibližně od roku 1683 pracoval několik let pro cisterciácký klášter v Plasech, od roku 1692 opakovaně v severních Čechách (Horní Jiřetín, Chlumec).
Na jeho projektech je patrný vliv římských architektů, především Carla Rainaldiho. Do české architektury vnesl několik nových prvků: typ trojkřídlého zámku s ústředním sálem a motivem čestného dvora, pavilónové převýšení střední části paláce, kostel na půdorysu řeckého kříže a vzor citlivého kompozičního členění stěn soustavou pilastrů, lizén a lizénových rámů. Dalším specifickým prvkem jsou okna lichoběžníkového tvaru, která Matthey po vzoru Michelangela Buonarrotiho uplatnil na fasádách některých staveb (kostel sv. Václava v Plasích, Kostel svatého Františka z Assisi.
Mathey některé stavby označoval vlastní signaturou nebo uměleckou značkou, jejímž základem byl rovnoramenný trojúhelník s krátkými úsečkami vybíhajícími z vrcholů. Lze ji nalézt například na hlavním portálu budovy arcibiskupství na Hradčanech, zámku v Troji nebo Jízdárně Pražského hradu.

### Arcibiskupský palác

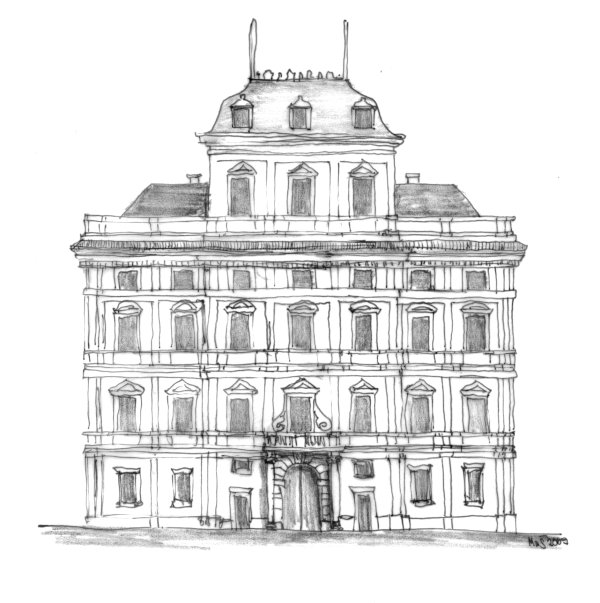
Kresba arcibiskupského paláce v podobě po Matheyově přestavbě

Mathey projektoval v roce 1675 přestavbu arcibiskupského paláce v Praze na Hradčanech. Je to jeho první archivně doložená stavba. I zde prokázal suverénní znalost římské architektury. Jako v Praze naprosté novum opatřil střední část paláce o patro vyšším výhledovým pavilonem. Fasáda paláce byla řešena přísně osově, opět s dokonale zvládnutým tvaroslovím provedeným ve štuku a s kamenným portálem a nad ním umístěným balkonem. Po přestavbě v polovině 18. století se z Matheyho projektu dochoval jen hlavní vstupní portál s balkonem.

### Kostel svatého Františka Serafinského

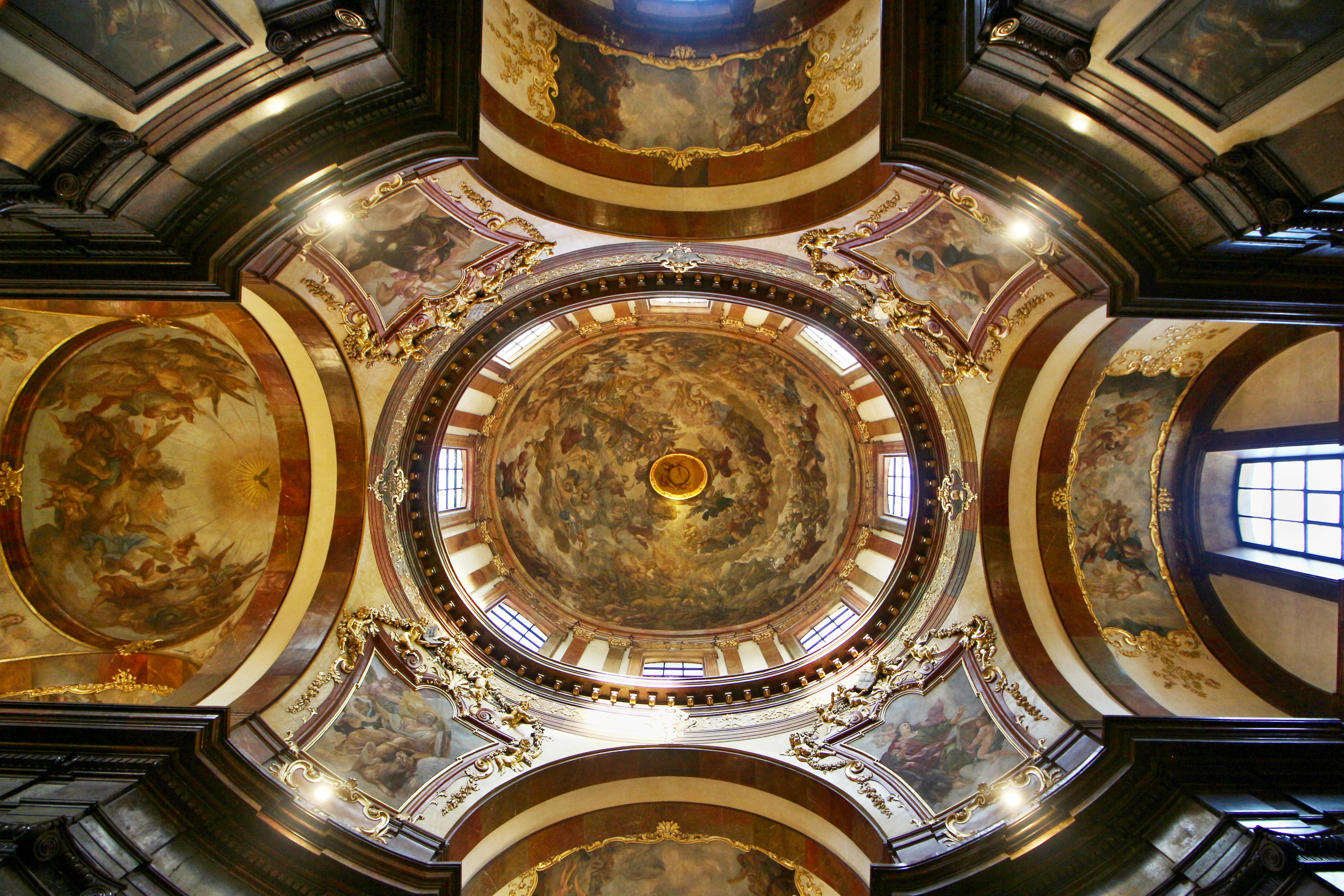
Kostel svatého Františka Serafinského – pohled do kupole s freskou Václava Vavřince Reinera

V roce 1679 projektoval pražský křižovnický kostel svatého Františka Serafinského kláštera křižovníků s červenou hvězdou u Karlova mostu. V této zdánlivě jednoduché stavbě Mathey prokázal perfektní znalost soudobé římské architektury. Převýšený centrální kostel s kopulí umístěnou na základně tvořené mohutnou hmotou lodi s konkávně vykrojenými rohy, a perfektně provedenou dórskou tesanou kamennou fasádou by byl velmi kvalitním počinem i v samotném Římě. V Praze však takový kostel nepochybně působil jako naprosté zjevení. Je také známo, že už Matheyovi současníci si nechávali obkreslovat plány této mimořádné stavby. Patřil mezi ně i pozdější slavný architekt Johann Bernhard Fischer z Erlachu, který se nechal inspirovat půdorysnou dispozicí kostela při zpracování projektu na výstavbu chrámu sv. Karla Boromejského ve Vídni.

### Toskánský palác

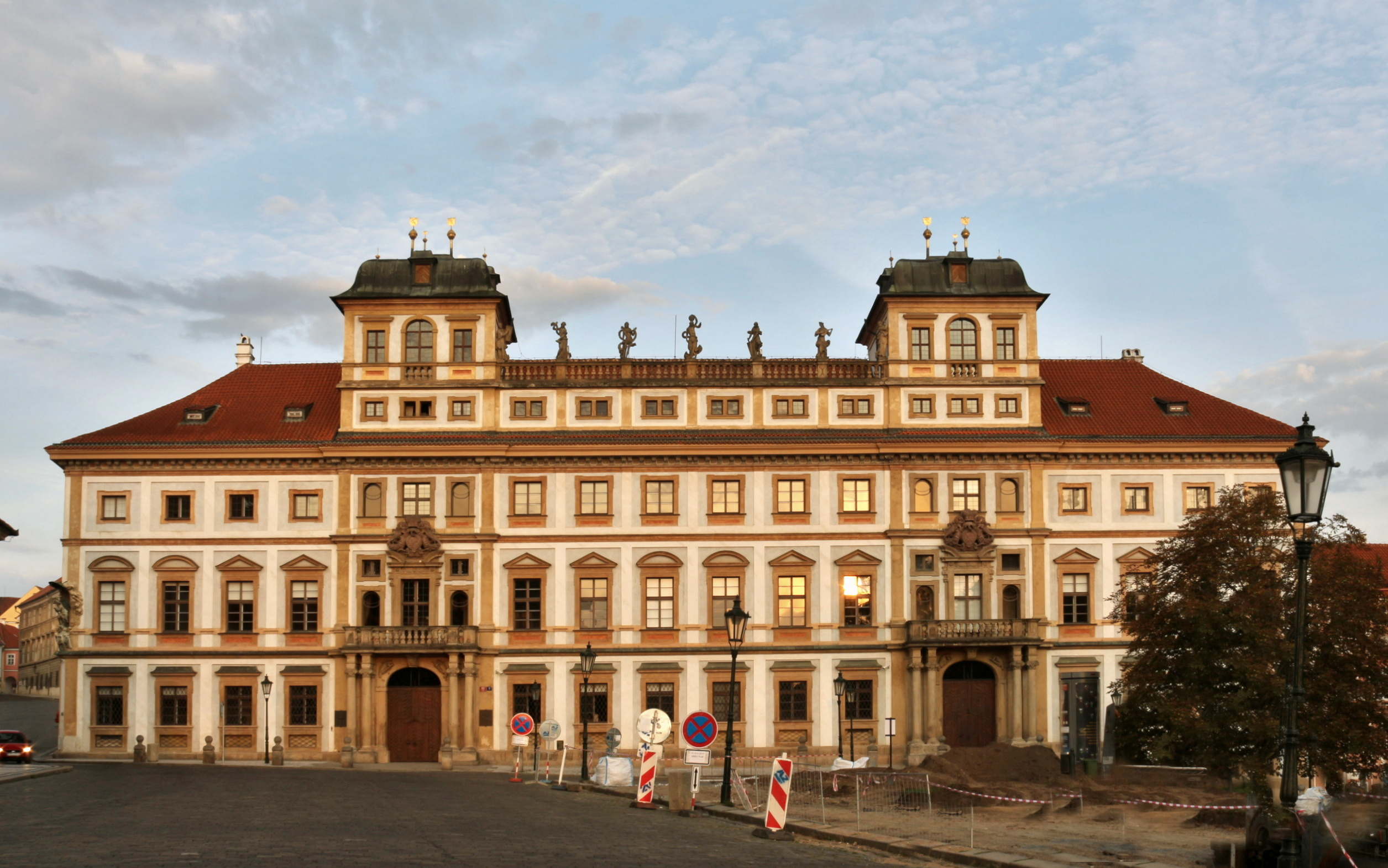
Toskánský palác v Praze

V polovině 80. let 17. století Matthey obdržel zakázku na vypracování projektu paláce na Hradčanském náměstí od hraběte Thun–Hohensteina. Rezidence, která od začátku 18. století nese název Toskánský palác, vykazuje podobné charakteristiky jako nedaleký arcibiskupský palác. Tato rozměrná, dodnes horní polovině Hradčanského náměstí dominující budova s dvojicí vjezdů, nad nimi umístěnými výhledovými pavilony a terasou osazenou sochami představujícími antická božstva mezi nimi opět jasně dokládá Matheyovo architektonické mistrovství. Zatímco Arcibiskupský palác byl komponován na střední osu v rytmu A-B-A, pak Toskánský palác používá dokonce rytmus A-B-A'-B-A, přičemž A' zde znamená právě přítomnost výhledové terasy.

### Letohrádek Trója

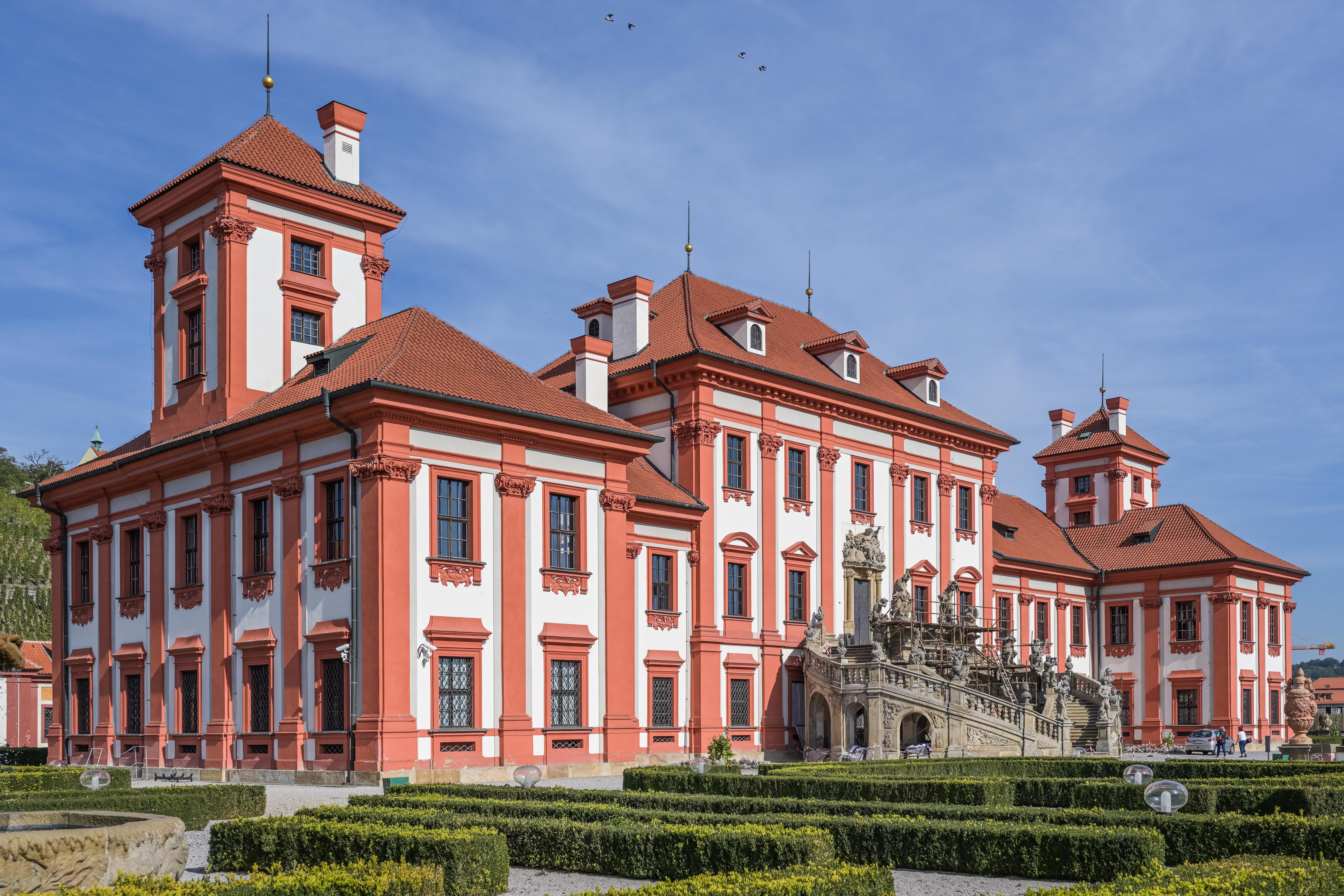
Trojský zámek, Praha

Další velmi významnou realizaci Jana Baptisty Matheye je šternberský letohrádek Troja. Projekt započal architekt Orsi a po jeho smrti v roce 1679 si hrabě Václav Vojtěch Šternberk vybral za pokračovatele Mattheyho. Tato stavba představuje klasickou římskou villu suburbanu, neboli příměstskou vilu. Nebyla určena k trvalému bydlení, nýbrž pouze k pořádání slavností, hostin a koncertů. Proto také byla opatřena rozsáhlou zahradou, oborou, vinicí a dalšími nezbytnostmi. Architektonicky se zde opět setkáváme s velmi precizně komponovanou stavbou, jejímž centrem je velký sál. Ten (podobně jako výhledové pavilony u výše zmíněných staveb) o výšku jednoho patra převyšuje zbytek stavby. Po stranách sálu jsou přiložena nižší boční křídla obsahující salony. Na která v pravém úhlu navazují ještě krátká křidélka, tvořící před zahradním průčelím poměrně intimní prostor. Kromě velkého sálu pak ovládá siluetu vily ještě dvojice shodně vysokých schodišťových věží, které ovšem opět sloužily nejen ke komunikaci, ale také k výhledu. Velký sál je pak přístupný vskutku pompézním dvojitým schodištěm, osazeným sochami Georga a Paula Heermannových z Drážďan.
Se zámkem Trója je spojen ještě jeden pozoruhodný detail, kterým je písemně doložená účast Kryštofa Dientzenhofera na výstavbě zámku. Tento doklad je mimochodem zároveň prvním dokladem stávky v Českých zemích. Nález tohoto dokladu vedl k předpokladu, že Mathey ve skutečnosti není autorem zámku, ale že je jím Kryštof Dientzenhofer. Tento závěr je chybný, ale dobře nám ukazuje tehdejší architektonickou praxi. Kryštof totiž nebyl pouze architektem, ale také majitelem stavební firmy. Jako takový pochopitelně také prováděl i cizí projekty. Mathey sice mohl projektovat, ale nesměl (stejně jako později Santini) své stavby provádět, protože nebyl vyučeným stavitelem, ale disponoval pouze potvrzením o malířském školení, které představitelům pražského stavitelského cechu pochopitelně nestačilo.

### Další realizace

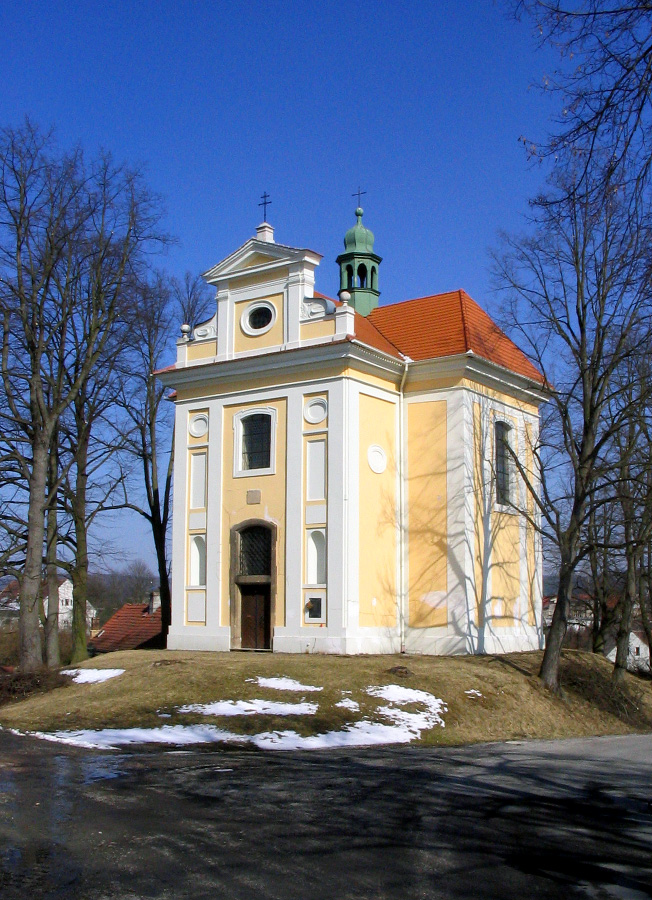
Kaple svaté Kateřiny v Nynicích

- Duchcov, Duchcovský zámek, přestavby, 1675–1685
- Jirkov, Červený hrádek, zámecké schodiště[4]
- Plasy, klášter Plasy, sýpka s hodinovou věží, obsahující středověkou královskou kapli, 1685–1686
- Bělá pod Bezdězem, přestavba zámku Bělá, po roce 1689
- Plasy, přestavba hřbitovního kostela svatého Václava, do 1690
- Kostel Povýšení svatého Kříže (Děčín), 1678–1691
- Chlumec u Ústí nad Labem, kaple Nejsvětější Trojice na Horce, 1690–1691 [5]
- Litvínov, kostel svatého Michaela archanděla, 1685–1694
- Podhradí, Loreta – kaple Panny Marie, 1694
- Praha, Jízdárna Pražského hradu, 1694
- Praha, Kostel svatého Vojtěcha (Staré Město), 1694–1696, zbořen 1902–1903
- Martínkovice, kostel Panny Marie, svatého Jiří a svatého Martina, 1692–1698[4] (pochybné, autor zpravidla udáván Martin Allio[6][7])
- Plasy, prelatura a klášterní sýpka, dokončena 1698
- Horní Jiřetín, kostel Nanebevzetí Panny Marie, 1694–1700
- Nynice, kaple svaté Kateřiny, 1699–1701
- Mariánská Radčice, kostel Panny Marie Bolestné, 1692–1703 (1718)
- Jičíněves, zámek, návrh – realizace až 1715–1717

## Pokračovatel Jan Blažej Santini
Po Matheyově smrti přebírá a dokončuje mnohé Matheyovy zakázky Jan Blažej Santini-Aichel. Důvodem může být to, že u Matheye Santiniho otec pracoval. Pravděpodobné je však i to, že se Santini vyučil právě u Matheye. Bezpečně totiž víme, že Santini nebyl vyučen u příslušníka stavitelského cechu. Navíc i Santini pracuje s římským architektonickým tvaroslovím se stejnou jistotou, jako předtím Mathey. Santini navíc přebírá i okruh stavebníků a ve svém díle na Matheye navazuje. Jak už bylo řečeno, mají tito architekti společné i to, že ani jeden z nich nebyl architektem vyučeným podle cechovních regulí.